# Rue d'Orchampt
La rue d’Orchampt est une voie du 18e arrondissement de Paris, en France.

## Situation et accès
La rue d'Orchampt est une voie publique située dans le 18e arrondissement de Paris. Elle débute au 15, rue Ravignan et 13, place Émile-Goudeau, et se termine au 100, rue Lepic, après avoir formé un coude.
Le quartier est desservi par la ligne 12 du métro à la station Abbesses.
La rue d'Orchampt est la rue de Paris avec le plus petit trottoir.

## Origine du nom
Elle porte le nom du propriétaire des terrains en 1878.

## Historique
Cette voie privée s'appelait vers 1860 « rue Barthélemy », du nom du propriétaire des terrains, avant de recevoir son nom actuel vers 1878.
Le 2 septembre 1914, durant la Première Guerre mondiale, la rue d'Orchampt est bombardée par un raid effectué par des avions allemands.
Devenue une voie publique, elle est classée dans la voirie parisienne par un arrêté préfectoral du 6 avril 1984.

## Bâtiments remarquables et lieux de mémoire

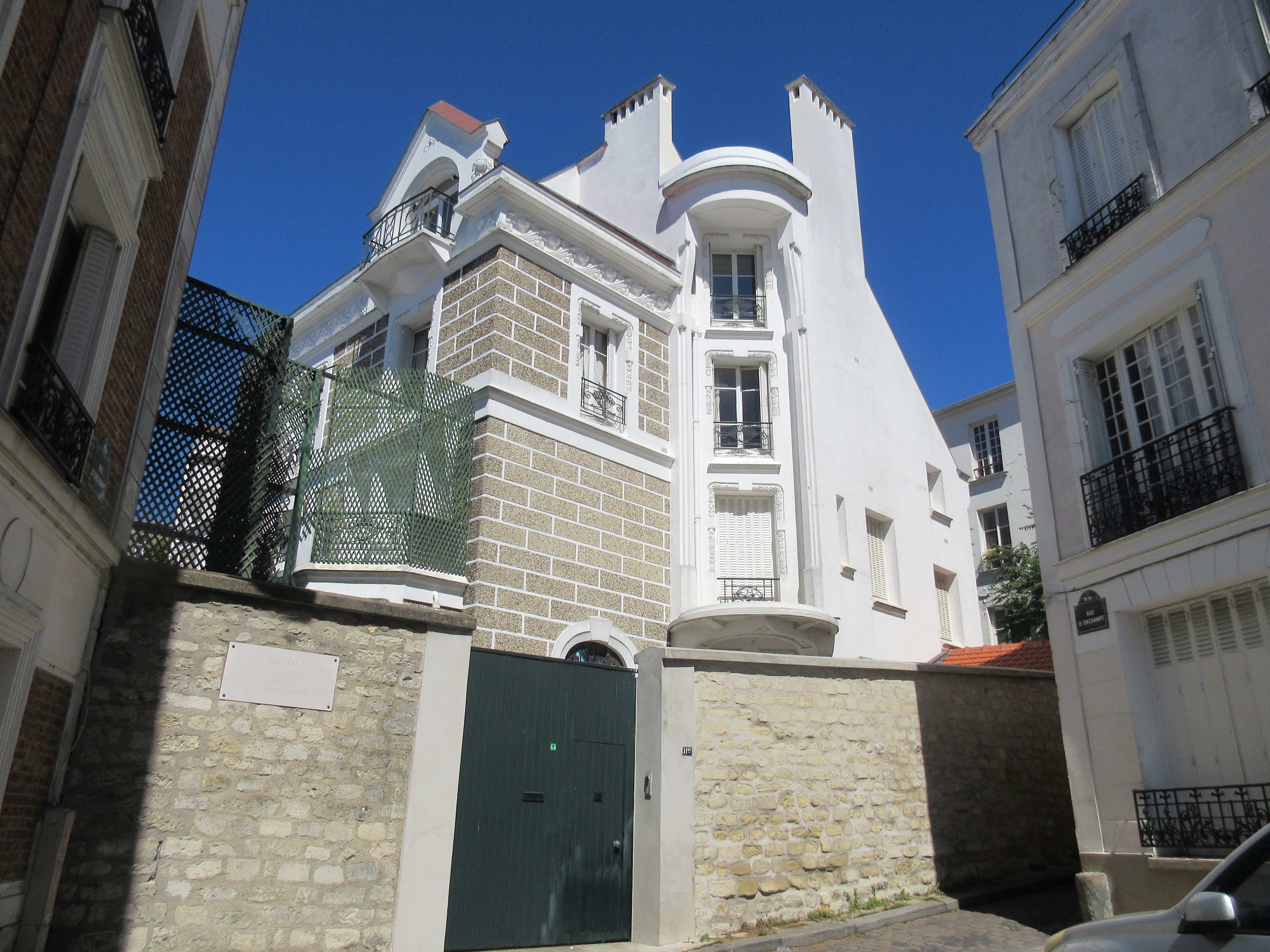
Domicile de Louis-Ferdinand Céline puis de Dalida.

- No 1 : le peintre Pierre Dumont (1884-1936) y vécut[3] de 1918 à 1925.
- No 5 : le romancier et dramaturge Georges Courteline (1858-1929) habita à cette adresse avant d'abandonner Montmartre pour l'avenue de Saint-Mandé, où il mourut en 1929[réf. nécessaire].
- No 11 : une lettre autographe non datée indique que l'acteur Paul Newman séjourna à cette adresse[4].
- No 11 bis : domicile de la chanteuse française Dalida (1933-1987) de 1962 jusqu'à son décès en 1987[5]. Avant elle, Louis-Ferdinand Céline a habité dans la même maison du 11 bis jusqu'à la Libération.
  - Le trottoir, qui longe la propriété, est le plus étroit de Paris[6].
- Nos 14-16 et no 102, rue Lepic : emplacement au XVIIIe siècle du moulin de la Grande-Tour. Ce moulin est hors champs sur les plans de Paris en 1760 et 1771, il est dessiné et nommé sur le plan de Roussel de 1730 et sur le plan de Louis-François Deharme de 1763. Il est également indiqué sur la carte topographique de la paroisse et de l'abbaye royale de Montmartre rapportée de 1848 à 1858 par P. Carles. Il fut démoli vers 1758.
- Le peintre Louis Hayet (1864-1940), habita dans cette rue vers 1890[7].

## La rue dans les arts

### En littérature
Dans sa nouvelle Le Passe-muraille, Marcel Aymé fait résider son personnage (monsieur Dutilleul alias Garou Garou) au « 75 bis » de la rue d'Orchampt.

### Au cinéma
- L'Auberge espagnole (2002) de Cédric Klapisch : Audrey Tautou et Romain Duris s'y embrassent (pour la première fois dans l'intrigue du film)[8],[9].

## Galerie

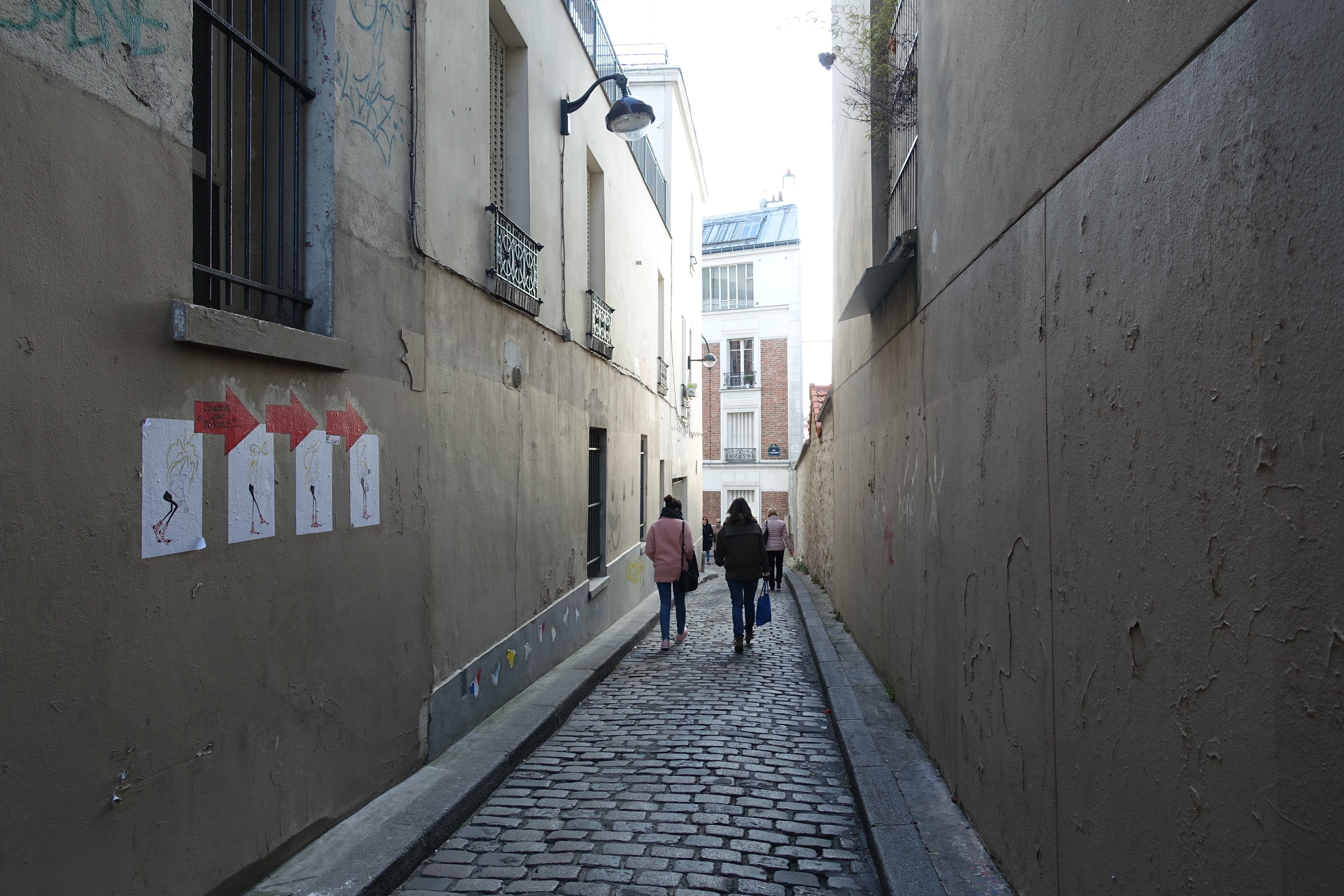
Partie étroite de la rue vue depuis la rue Lepic.
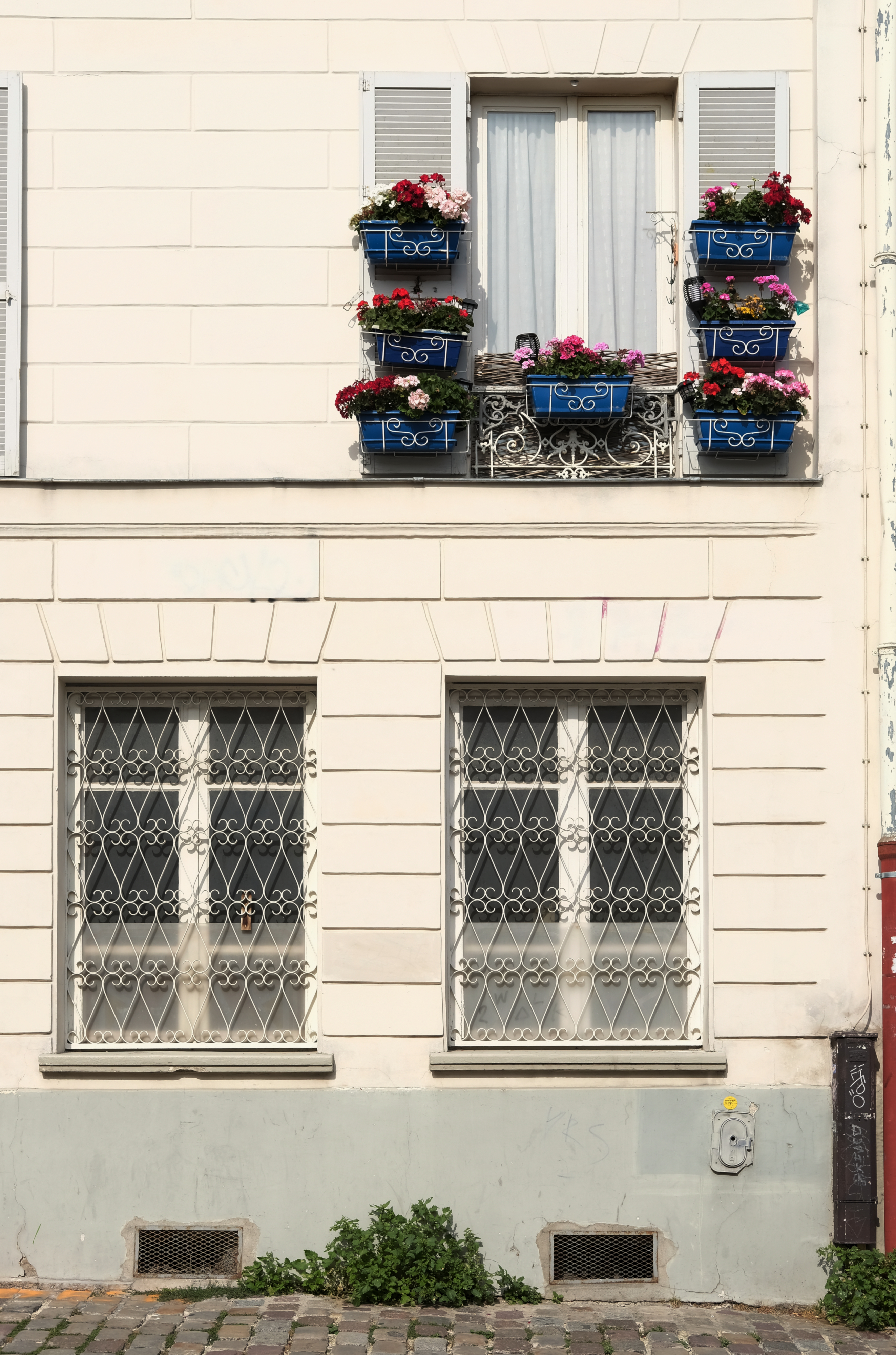
Façade fleurie d'une maison de ville de la rue.
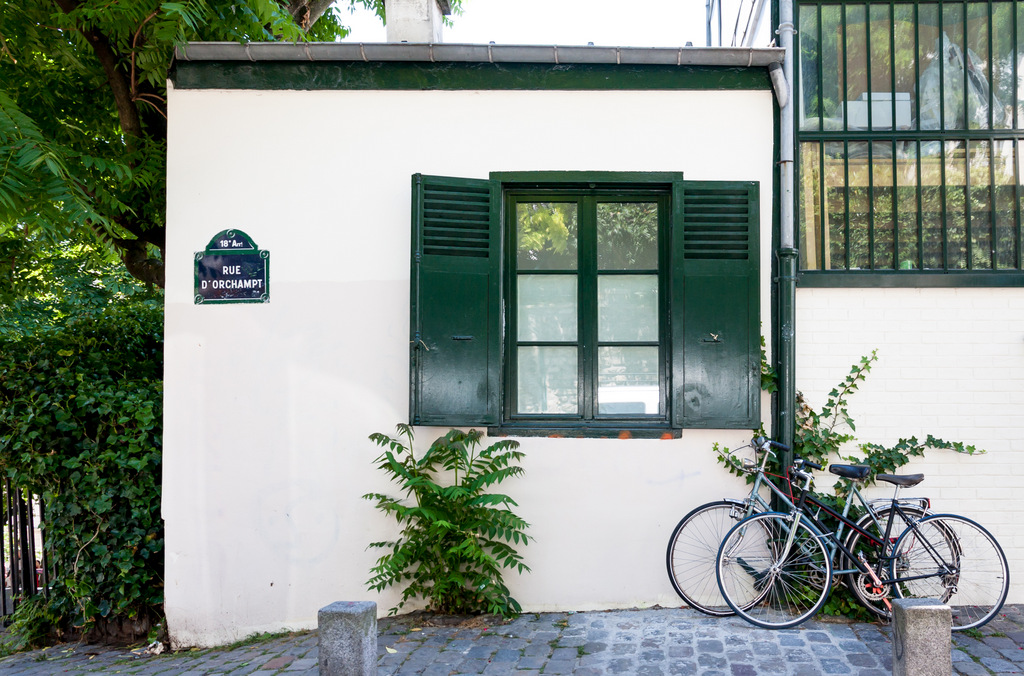
La maison aux vélos, rue d'Orchampt.
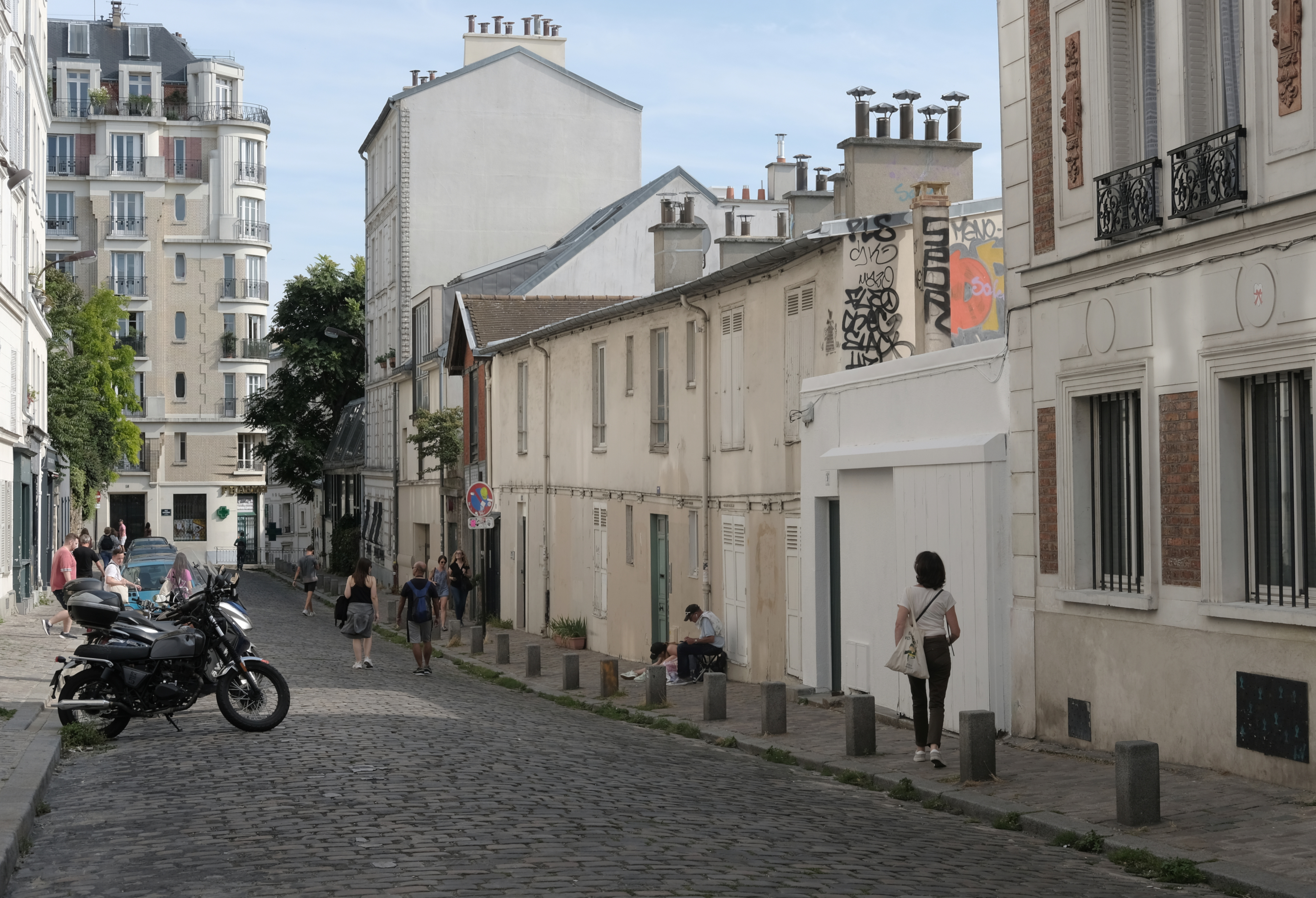
Rue vue en direction de la rue Ravignan.